# SpaghettiOs
SpaghettiOs es una marca estadounidense de pasta enlatada en forma de anillo en salsa de tomate. Se comercializa para niños como "menos sucio" que los  espaguetis normales. Se venden más de 150 millones de latas de SpaghettiOs cada año. Los SpaghettiOs se venden con salsa de tomate y con agregados que incluyen albóndigas, trozos de carne procesada similares a rodajas de hot dog, ravioles rellenos de carne y espaguetis fortificados con calcio.
Si bien SpaghettiOs es un nombre comercial, el plato preparado equivalente elaborado por varios fabricantes está disponible en muchos países como 'aros de espagueti', 'bucles de espagueti' o 'anillos de espagueti'.

## Historia
Los espaguetis enlatados (cortos trozos en salsa de tomate) estaban disponibles mucho antes de que se introdujeran los aros. La pasta enlatada en forma de anillo fue introducida en 1965 por la Campbell Soup Company bajo la marca Franco-American, por el gerente de marketing Donald Goerke, apodado "el Papá-O de los SpaghettiOs", como un plato de pasta que se podía comer sin ensuciar. Otras formas consideradas incluyeron vaqueros, indios, astronautas, estrellas y formas con temas deportivos. Goerke creó más de 100 productos durante sus 35 años en Campbell, incluida la línea de sopas Chunky.  Los SpaghettiOs se introdujeron a nivel nacional sin pruebas de marketing y con publicidad televisiva que utilizaba el eslogan "los espaguetis redondos y prolijos que se pueden comer con cuchara" y el jingle "¡Uh-Oh! SpaghettiOs" (estas seis notas se basan en el jingle "Franco-American" anterior) cantada por Jimmie Rodgers (basada libremente en su canción de los años 50 " Oh-Oh, I'm Falling in Love Again "[cita requerida] ). Otras empresas produjeron rápidamente sus propios aros de espagueti. 
En el 72 aniversario del ataque japonés a Pearl Harbor en 2013, la cuenta de Twitter de SpaghettiOs publicó un mensaje alegre que fue criticado por ser irrespetuoso. Se publicaron varias parodias burlándose de él. SpaghettiOs eliminó el tuit en cuestión y se disculpó por cualquier ofensa.
Campbell's lanzó Spicy Original SpaghettiOs con Frank's RedHot en 2023, diseñado para atraer a los millennials, y lo calificó como "una versión picante y más madura de una oferta clásica que nuestros consumidores adultos disfrutaron durante su infancia", según un ejecutivo de la compañía. Un crítico consideró que el producto era suave en comparación con el chile picante, pero no era adecuado para niños más pequeños. Le gustó el color rojo más brillante en comparación con el producto original y dijo: "Buenas vibras garantizadas".

## Nutrición
Los ingredientes de SpaghettiOs Original son: agua, puré de tomate (agua, pasta de tomate), pasta enriquecida (harina de trigo, niacina, sulfato ferroso, mononitrato de tiamina, riboflavina, ácido fólico), jarabe de maíz con alto contenido de fructosa, contiene menos del 2% de: sal, queso cheddar modificado con enzimas (queso cheddar [leche cultivada, sal, enzimas, cloruro de calcio], agua, fosfato disódico, enzimas), aceite vegetal (maíz, canola y/o soja), mantequilla modificada con enzimas, leche descremada, betacaroteno para color, ácido cítrico, extracto de pimentón, saborizante. Alérgenos potenciales: trigo y leche.
En junio de 2010, Campbell retiró del mercado 15 millones de libras (6,8 millones de kg) de SpaghettiOs con albóndigas (todo lo que se había producido desde diciembre de 2008 menos la gran fracción que ya se había consumido).